# Redmond (Washington)
Redmond é uma cidade localizada no Estado americano de Washington, no Condado de King. A sua área é de 44.64 km², sua população é de 73 256 habitantes, e sua densidade populacional é de 492 hab/km² (segundo o censo americano de 2020).
A cidade foi incorporada em 31 de dezembro de 1912. A cidade é a sede da Microsoft, que é facilmente a maior empregadora da cidade, com cerca de 22 mil trabalhadores, e também da Nintendo of America. Redmond possui o único velódromo do estado, sendo considerada "capital do ciclismo do Noroeste".